# Ernst Vermeulen
Ernst Vermeulen (Moskou, 7 mei 1933) is een Nederlandse muziekcriticus in ruste.

## Loopbaan
Hij studeerde dwarsfluit bij Piet van der Hurk aan het Conservatorium van Utrecht. Daarna volgde een studie etnomusicologie bij Jaap Kunst aan de Universiteit van Amsterdam. Daardoor raakte hij geïnteresseerd in de muziek op de Balkan, met name die van Béla Bartók.
Hij verkoos schrijven over muziek boven een loopbaan als fluitist. Vanaf de jaren vijftig was hij muziekrecensent bij Nieuw Utrechtsch Dagblad, Het Parool, De Groene Amsterdammer en ten slotte NRC Handelsblad. Van zijn hand verschenen talloze artikelen over eigentijdse componisten. Het leidde tot verzoeken uit West-Europa om dergelijke artikelen over de hedendaagse muziek in Nederland. Zo plaatste het Vlaamse blad Ons Erfdeel veel artikelen van Vermeulen. Hij schreef ook voor vakliteratuur zoals Sonorum Speculum (Key Notes), Raster en Mens en Melodie, waarvan hij tussen 1978 en 1982 redactielid was.
In 1975 kreeg hij de Pierre Bayle-prijs voor zijn kritische noten bij moderne muziek. Hij was toen ook betrokken bij programma’s bij Radio 4. Niet veel later wees hij met Ton Hartsuiker en Dick Hillenius als jurylid muziekcriticus Konrad Boehmer aan als winnaar van die prijs. 
In 2004 was hij (te) gast bij het VPRO-programma De Avonden. Zijn laatst bekende artikel, voor Ons Erfdeel over Ton Koopman, dateert uit 2009.
Vermeulen was muziekdocent aan het Conservatorium van Zwolle en het Rotterdams Conservatorium.
- Digitale Bibliotheek voor de Nederlandse Letteren: verm057